# Machilus nakao
Machilus nakao är en lagerväxtart som beskrevs av Shu Kang Lee. Machilus nakao ingår i släktet Machilus och familjen lagerväxter. Inga underarter finns listade i Catalogue of Life.